# Chrysops mexicanus
Chrysops mexicanus är en tvåvingeart som beskrevs av Krober 1925. Chrysops mexicanus ingår i släktet Chrysops och familjen bromsar. Inga underarter finns listade i Catalogue of Life.